# Jérôme Florian Radziwiłł
 (septembre 2024).
Si vous disposez d'ouvrages ou d'articles de référence ou si vous connaissez des sites web de qualité traitant du thème abordé ici, merci de compléter l'article en donnant les références utiles à sa vérifiabilité et en les liant à la section « Notes et références ».
Hieronim Florian Radziwiłł (4 mai 1715–17 mai 1760) fils de Karol Stanisław Radziwiłł (1669–1719) et de Anna Katarzyna Sanguszko (en), échanson de Lituanie (1739), porte-étendard de Lituanie (1750), staroste de Przemyśl et Krytchaw.